# جين غودوين
جين غودوين (بالإنجليزية: Jane Godwin)‏ (24 يونيو 1964)؛ كاتِبة مُتخصِّصة في أدب الأطفال وروائية أسترالية.